# The Studio
The Studio è una serie televisiva statunitense ideata e diretta da Seth Rogen e Evan Goldberg.

## Trama
Matt Remick è il neo-nominato capo dei Continental Studios. Cerca di salvare la società in difficoltà in un settore che sta subendo rapidi cambiamenti sociali ed economici.

## Episodi
| Stagione       | Episodi | Pubblicazione USA | Pubblicazione Italia |
| -------------- | ------- | ----------------- | -------------------- |
| Prima stagione | 10      | 2025              | 2025                 |

## Promozione
Il primo teaser trailer è stato pubblicato il 19 novembre 2024. Durante il Super Bowl LIX è stato mostrato un finto trailer di un presunto film dei Continental Studios. Il trailer ufficiale è stato pubblicato il 7 marzo 2025.

## Distribuzione
La serie ha debuttato con i primi 2 episodi su Apple TV+ il 26 marzo 2025.
La serie è stata rinnovata per una seconda stagione a maggio 2025.

## Accoglienza
Su Rotten Tomatoes la serie ha un punteggio del 98% basata su 59 recensioni con la media di voti 8.4/10.